# Hyphodermataceae
Hyphodermataceae is een familie van schimmels behorend tot de orde van Polyporales. Het typegeslacht is Hyphoderma.

## Geslachten
Het bevat de volgende geslachten:
- Hyphoderma
- Metulodontia
- Mutatoderma

Veel andere geslachten uit deze familie zijn overgeplaatst naar andere families:
- Amaurohydnum => overgezet naar Polyporales
- Amauromyces => overgezet naar Polyporales
- Atheloderma => overgezet naar Rickenellaceae
- Brevicellicium => overgezet naar Hydnodontaceae
- Bulbilomyces => bestaat niet in Index Fungorum
- Cerocorticium => overgezet naar Pterulaceae
- Chrysoderma => overgezet naar Meruliaceae
- Conohypha => overgezet naar Polyporales
- Coronicium => overgezet naar Pterulaceae
- Cyanodontia => overgezet naar Polyporales
- Elaphocephala => overgezet naar Atheliaceae
- Galzinia => overgezet naar Corticiaceae
- Hyphodontiastra => overgezet naar Polyporales
- Hyphodontiella => overgezet naar Clavariaceae
- Hypochnicium => overgezet naar Polyporales
- Intextomyces => overgezet naar Agaricomycetes
- Pirex => overgezet naar Phanerochaetaceae
- Subulicium => overgezet naar Hymenochaetales
- Subulicystidium => overgezet naar Hydnodontaceae
- Uncobasidium => overgezet naar Polyporales
- Xylodon => overgezet naar Schizoporaceae